# Josep Enric Torner i Corcoy
Josep Enric Torner i Corcoy (Tordera, 7 de febrer de 1960) és un exjugador i exentrenador d'hoquei sobre patins català.

## Trajectòria esportiva
Començà i acabà la seva etapa com a jugador al Club Patí Tordera, jugant també sis temporades al Futbol Club Barcelona, quatre al Club Esportiu Noia i una al Hockey Club Liceo. Pel que fa a clubs, ha guanyat 21 títols majors. Fou 116 cops internacional amb la selecció espanyola, amb la qual guanyà dos Campionats del Món i quatre d'Europa. Es va retirar l'any 1995. Posteriorment va dirigir als equips base del CP Tordera i va ser el primer entrenador de la selecció catalana femenina d'hoquei sobre patins que va debutar internacional el desembre de 2003, enfrontant-se a la selecciñó portuguesa.

## Palmarès com a jugador

### FC Barcelona
- 4 Copes d'Europa (1981-82, 1982-83, 1983-84, 1984-85)
- 1 Recopa d'Europa (1986-87)
- 2 Lligues espanyoles / OK Lligues (1981-82, 1983-84, 1984-85)
- 3 Copes espanyoles / Copes del Rei (1984-85, 1985-86, 1986-87)
- 5 Supercopes d'Europa (1981-82, 1982-83, 1983-84, 1984-85, 1985-86)

### CE Noia
- 1 Copa d'Europa (1988-89)
- 1 Recopa d'Europa (1987-88)
- 1 Lliga espanyola / OK Lliga (1987-88)
- 1 Supercopa d'Europa (1988-89)
- 1 Lliga catalana (1989-90)

### Selecció espanyola
- 2 Campionats del Món
- 4 Campionats d'Europa